# 天天考查圣经

《天天考察圣经》
2007年简体中文版封面

《天天考查圣经》是由守望台圣经书社出版发行的总觉类书刊，其出版机构属于宗教團體耶和华见证人。本书的版权所有者为宾雪法尼亚州守望台圣经书社，其法人实体也是属于耶和华见证人。該书的印刷全是由耶和华见证人自设的印刷厂自行印制。
这本小册子从1986年开始出版发行，每年发行一册。在开头有前言，之后是对全年经文的解释。现今发行语言版本超过114种。

## 主要宗旨
《天天考查圣经》要体现上帝所启示的《圣经》的基本原则，履行它重要的作用。对于教导、责备、纠正、按正义实行管教，尽都有益。（提摩太后书3:16）
对于任何教义，耶和华见证人完全赞同古代庇哩亚人的做法：这些人听了使徒保罗讲道之后，“甘心领受这道，天天考查圣经，要晓得这道是与不是”（使徒行传17:11）。耶和华见证人也效法这些人，用《圣经》来处理日常生活中遇到的问题。这本书的主要目的就是给每一个人每天一个小的指引。

## 主要内容
《天天考查圣经》是由耶和华见证人中央长老团策划编写的，他们为一年中的每一天准备了字数在270字左右的小短文，供读者每天早上阅读一段。每一段短文上都标有日期，并翻译成上百种文字出版发行。因此不管本书用什么语言印制，全世界的耶和华见证人无论在什么国家，每天读到的文字内容都是一样的。
每篇短文的内容来自以往出版过的《守望台》杂志，这也是耶和华见证人重要的出版物和学习材料之一。文中除了引用守望台文章的片段，也引用圣经原文加以阐述，并附有文章和经文的出处，供进一步阅读。
《天天考查圣经》的内容并不是孤立的，每一天的内容也是经过考量，配合正在进行的小组圣经学习还有守望台杂志的内容。他们之间的内容都是相互呼应，彼此牵扯的。对于信徒每天反省，纠正不正确的想法和行为有莫大的帮助。

## 全年经文
全年经文是从圣经挑选出来的一句话，作为《天天考查圣经》全年的主导经文。在每一年12月15日发行的守望台杂誌上也可以找到下一年的全年经文。按照目前的安排，这一个经文一般安排到第二年2-3月份讨论。
- 1986年， “要去把上帝的王國廣為宣揚”（路加福音9：60）
- 1987年， “至於我和我家， 我們必定事奉耶和華”（约书亚记24：15）
- 1988年， “你當等候耶和華， 遵守他的道”（詩篇37：34）
- 1989年， “要畏懼上帝， 把榮耀歸給他”（启示录14：7）
- 1990年， “我們可以懷着勇氣説： ‘耶和華是我的幫助者’”（來13：6）
- 1991年， “誰聽見都當説： ‘來吧！’”（启示录22：17）
- 1992年， “在指望中要喜樂……禱告要恆切”（羅马书12：12）
- 1993年， “耶和華啊， 求你……指教我； ……求你使我專心敬畏你的名！”（詩篇86：11）
- 1994年， “你要專心仰賴耶和華”（箴言3：5）
- 1995年， “在愛裏和諧地聯結一起”（歌罗西书2：2）
- 1996年， “要把這話語實行出來”（雅各书1：22）
- 1997年， “求你指教我遵行你的旨意”（詩篇143：10）
- 1998年， “凡呼求耶和華名字的人， 都會得救”（羅马书10：13）
- 1999年， “看啊！ 現在正是拯救的日子”（哥林多後书6：2）
- 2000年， “我們不是退縮……的人， 卻是有信心……的人”（希伯来书10：39）
- 2001年， “在上帝的一切旨意上， 可以站立得住， 完完全全， 信念堅定”（歌罗西书4：12）
- 2002年， “到我這裏來吧， 我要叫你們安舒”（马太福音11：28）
- 2003年， “你們要親近上帝， 上帝就會親近你們”（雅各书4：8）
- 2004年， “要不斷守望……預備妥當”（马太福音24：42，44）
- 2005年， “我的幫助從耶和華而來”（詩篇121：2）
- 2006年， “我們必須接受上帝的統治， 服從上帝而不是服從人”（使徒行传5：29）
- 2007年， “耶和華的大日子臨近了”（西番雅书1：14）
- 2008年， “只管站穩， 看耶和華施行拯救”（出埃及记14：13）
- 2009年， 为好消息彻底做见证。 （使徒行传20:24）
- 2010年， “爱能凡事忍耐。爱是永恒的” （哥林多前书13：7，8）
- 2011年， “投靠耶和华的名” （西番雅书3：12）
- 2012年， “你的話語就是真理。” (約翰福音17:17)
- 2013年， “你要勇敢堅强，你的上帝耶和華與你同在。” (約書亞記1:9)
- 2014年， “願你的王國來臨。”(馬太福音6:10)

## 出版数据
- 开本：64开 128页
- 印刷：黑白印刷，硬面简装
- 发行方式：内部发行
- 价格：免费
- 版权所有：宾雪法尼亚州守望台圣经书社[注 1][注 2]
- 出版发行：纽约守望台圣经书社
- 印刷地点和发行区域：日本（亚洲和太平洋地区）、美国（北美洲，南美洲）、德国（北非，欧洲，西亚）、南非（非洲）等耶和华见证人区域办事处。[3]

## 文献及說明

### 参看
- 耶和华见证人出版物列表
- 守望台
- 耶和华见证人

### 出處
1. ↑  参考耶和华见证人王国传道月报1985年5月号第3页的宣布内容。
2. ↑  参考《耶和华见证人年鉴──2001年》，宾雪法尼亚州守望台圣经书社，2001年，17页
3. ↑  参考《耶和华见证人──上帝王国的宣扬者》，1993，宾雪法尼亚州守望台圣经书社，556-603页

### 說明
1. 1 2  爲官方中文名稱。
2. 1 2  宾雪法尼亚州守望台圣经书之名稱，英語原文爲The Watch Tower Bible and Tract Society of Pennsylvania，中文翻譯取自. The Watchtower Announcing Jehovah’s Kingdom (Study). 2001/1/15: 第28页  [2019-07-06]. （原始内容存档于2019-06-04） （英语）. 與. 守望台宣扬耶和华的王国(研讀版). 2001/1/15: 第28页  [2019-07-06]. （原始内容存档于2019-06-03） （中文）. 內文<ANNUAL meetings of the Watch Tower Bible and Tract Society of Pennsylvania have been held since January of 1885>與<自1885年1月以來，賓雪法尼亞州守望台聖經書社每年都舉行年會...>對照。